# Skaneateles (jezioro)
Jezioro Skaneateles – jezioro w Stanach Zjednoczonych, w stanie Nowy Jork, w hrabstwach Onondaga, Cayuga oraz Cortland. Jezioro jest piątym co do wielkości oraz najwyżej położonym z jezior regionu Finger Lakes. Jezioro ma również najczystszą wodę z jezior regionu, miasto Syracuse oraz inne okoliczne miasta i wsie korzystają z wody jeziora bez uprzedniego filtrowania.

## Opis
Powierzchnia Skaneateles to 36 km². Jezioro ma 26 km długości, a jego średnia szerokość wynosi ok. 1,20 km. Maksymalna głębia to 96 km.

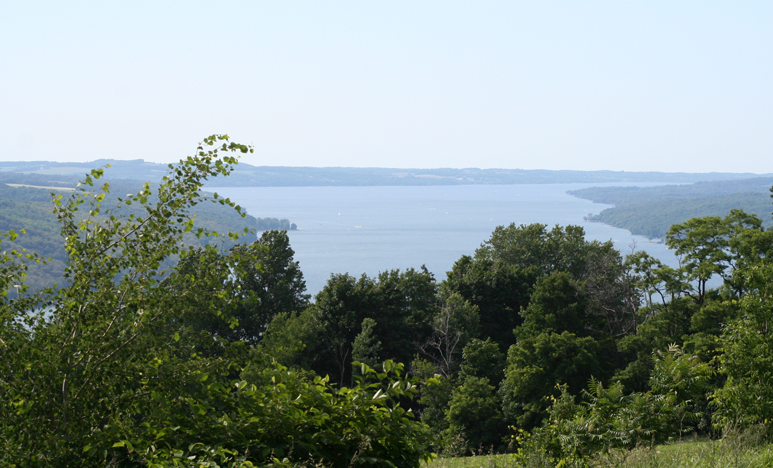
Widok na jezioro od strony wschodniej

Na północnym brzegu jeziora znajduje się miasteczko Skaneateles. Z jeziora wypływa tam m.in. Skaneateles Creek, uchodzący potem do rzeki Seneca.

## Historia
Nazwa Skaneateles została nadana przez plemię Irokezów. Byli oni również pierwszymi ludźmi zamieszkującymi tereny wokół jeziora. Jezioro było dla nich m.in. źródłem pożywienia oraz szlakiem transportowym. 
Kiedy na tereny Finger Lakes zaczęli przybywać osadnicy, wybudowano płatne drogi Seneca oraz Hamilton. Nastąpiło również zwodowanie parowca Independent, który świadczył usługi przewozowe na jeziorze. Otwarto również linię dyliżansową. W owym czasie bogatsi osadnicy budowali domy wokół jeziora, które były inspirowane np. grecką architekturą, jak np. Roosevelt Hall. Tworzono również infrastrukturę turystyczną, np. poprzez budowanie hoteli takich jak Indian Queen czy Lake House. W pobliżu jeziora wybudowano kilka fabryk oraz młynów. Działalność młynów nie trwała jednak zbyt długo z powodu częstych pożarów. 
Kiedy dobiegła końca działalność parowca Independent, jego miejsce zastąpiły małe łodzie. Świadczyły one nie tylko usługi transportowe, lecz także dostarczały pocztę z powodu nieprzejezdności wielu dróg wokół jeziora. 
Obecnie jezioro służy głównie do celów turystycznych. Najpopularniejszymi formami rekreacji są żeglarstwo oraz wędkarstwo sportowe.

## Przyroda
W 2012 roku, w swoim dzienniku Angel Diary Departament Ochrony Środowiska stanu Nowy Jork opublikował wykaz ryb żyjących w jeziorze. Jezioro zamieszkuje 13 gatunków ryb: pstrąg tęczowy, palia jeziorowa, sieja pospolita, łosoś szlachetny, bass małogębowy, cisco, bass czerwonooki, szczupak czarny, bass słoneczny, okoń żółty, sumik karłowaty, bass niebieski oraz karp. 